# Гришковичі (Вілейський район)
Гришковичі (біл. вёска Грішкаўічы) — село в складі Вілейського району Мінської області, Білорусь. Село підпорядковане Стешицькій сільській раді, розташоване в північній частині області.

## Історія
У 1921–1945 роках застінок знаходилось у Польщі, у Вільнюській воєводстві, Вілейського повіту, гміні Довгиново.

## Населення
- 1866 рік - 59 люди, 7 будинки[1]
- 1921 рік - 80 люди, 14 будинки[2].
- 1931 рік - 103 люди, 16 будинки[3].